# معزز المكوك الفضائي العامل بالوقود الصلب

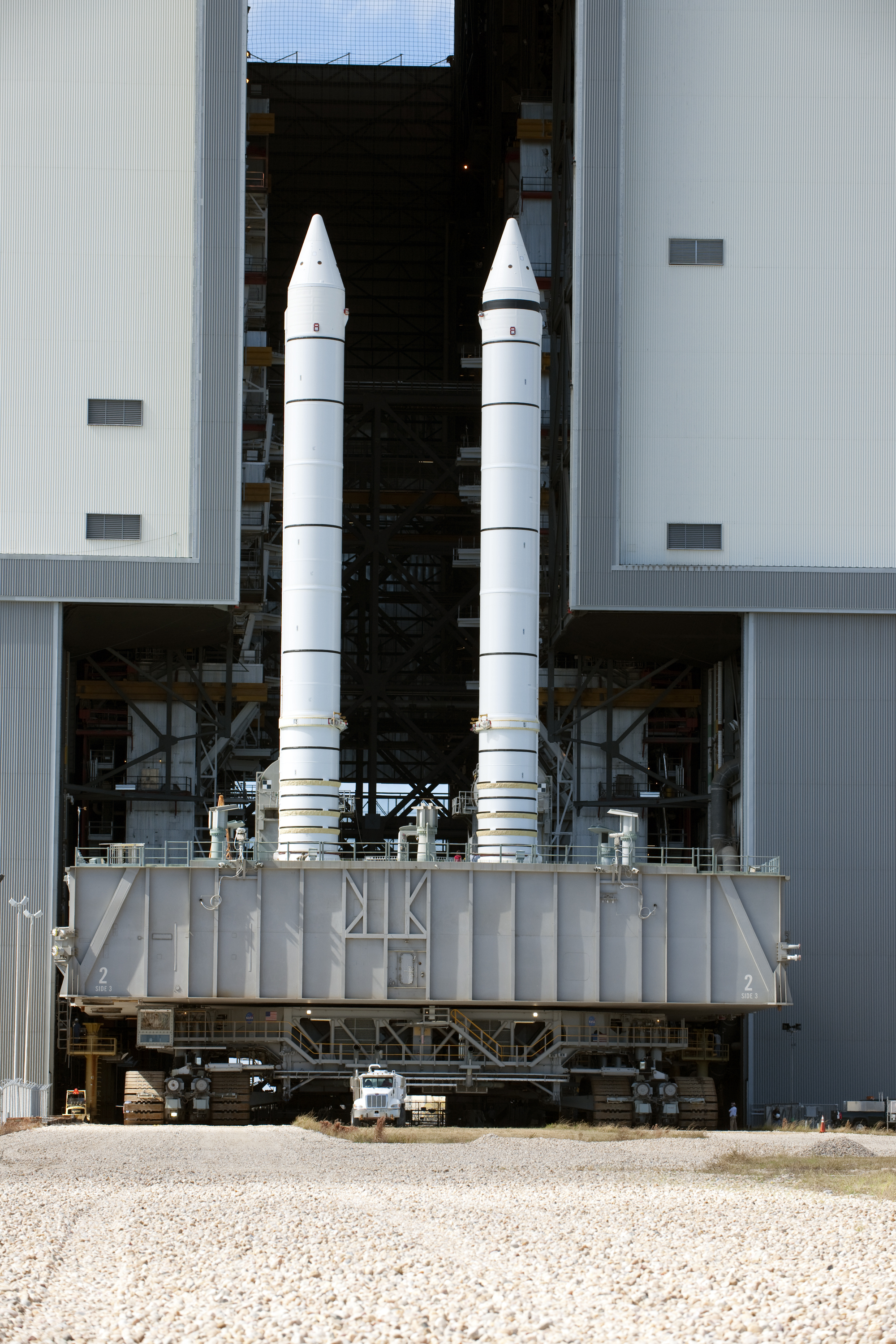

معززات المكوك الفضائي العاملة بالوقود الصلب: هي النوع الأول من الصواريخ ذات الوقود الصلب، وقد استُخدمت للمرة الأولى في دفع مركبة مُستخدمة لرحلات الفضاء المأهولة، إذ زوّدت مكوك الفضاء بشكل أساسي بالدفع خلال أوّل دقيقتين من الطيران. تنفصل عن المكوك بعد أن تستنفذ وقودها وتنطفأ وتهبط بواسطة مظلة في المحيط الأطلسي حيث تُستعاد، وتُفحص، وتُرمَّم، ويُعاد استخدامها.
معززات المكوك الفضائي العاملة بالوقود الصلب هي أقوى المحركات الصاروخية التي تعمل بالوقود الصلب التي أُطلقت على الإطلاق. يعطي كل معزز قوة دافعة تساوي 14.7 ميغا نيوتن (3,300,000 رطلق) أي ما يعادل تقريبًا ضعف قوة أقوى محرك صاروخي ذي حجرة احتراق تعمل بالوقود السائل تم إطلاقه، وهو محرك روكيتداين أف-1. تبلغ كتلة المعززين مجتمعة نحو 1,180,000 كيلو غرام (2,600,000 رطل)، مشكّلةً أكثر من نصف كتلة المكوك عند الإقلاع. تقوم شركة ثايوكول في بريغهام سيتي في يوتا بصناعة أجزاء محرك معززات المكوك الفضائي، والتي تنقلها لاحقًا شركة الفضاء الجوي إيه تي كي. المتعهد الرئيسي لمعظم الأجزاء الأخرى الخاصة بالمعززات الصاروخية، وأيضًا لسلامة جميع المكونات، واسترداد المعززات المُستهلَكة هو شركة يو إس بي آي، وهي شركة فرعية لشركة برات آند ويتني. نُقل التعاقد بعد ذلك إلى شركة اتحاد الفضاء الأمريكي، وهي شركة محدودة المسؤولية في مشروع مشترك مع شركة بوينغ وشركة لوكهيد مارتن.
جرى استعادة كل المعززات الصاروخية المُطلقة في برنامج الفضاء والذي بلغ عددها 270 ماعدا أربعة فقط، اثنان منهما في مهمة إس تي إس-4 (بسبب عطل في المظلة)، واثنان في مهمة إس تي إس-51- إل (كارثة تشالنجر). يُرمم أكثر من 5000 جزء بعد كل رحلة لُيعاد استخدامها. أُطلقت آخر مجموعة من المعززات في المهمة إس تي إس-135 وتتضمن أجزاءً مُستخدمة في 59 مهمة سابقة، بما في ذلك أجزاءً من مهمة إس تي إس-1. تسمح استعادة المعززات بفحصها بعد أن تقوم بالطيران، وتحديد العيوب، وإضافة تحسينات إلى التصميم.

## نظرة عامة
يزوّد المعززان الصاروخيان المكوك الفضائي بالدفع الرئيسي للإقلاع عن منصة الإطلاق وحتى ارتفاع نحو 150,000 قدم (28ميل، 46 كيلو متر). يحمل المعززان الصاروخيان الوزن الكلي لخزان الوقود الخارجي والمركبة المدارية الموجودان على منصة الإطلاق وينقلان حمولة الوزن عبر هيكلهما إلى منصة الإطلاق المتحركة. يعطي كل معزز أثناء عملية الإطلاق قوة دافعة مقدارها التقريبي 2,800,000 رطلق (12 ميغا نيوتن) عن سطح البحر، وتتزايد بعد وقت قصير من الإقلاع إلى 3,100,000 رطلق (14 ميغا نيوتن). تشتعل المعززات بعد التحقق من مستويات قوة الدفع للمحركات الثلاثة الرئيسية للمكوك الفضائي. تصل المعززات الصاروخية بعد 75 ثانية من انفصالها عن المكوك إلى أعلى نقطة لها على ارتفاع 220,000 قدم تقريبًا (42 ميل، 67 كيلو متر)، بعد ذلك تُفتح المظلات وتتصادم المعززات مع المحيط بعد أن تقطع مسافة 122 ميلًا بحريًا أثناء سقوطها (226 كيلومتر)، وبعد ذلك تُسترجع المعززات. تساعد المعززات الصاروخية جنبًا إلى جنب مع المحركات الرئيسية في إيصال المكوك الفضائي إلى ارتفاع 28 ميل (45 كيلو متر) وإلى سرعة 3094 ميلًا في الساعة (4979 كيلومتر في الساعة).
تجبر المعززات الصاروخية المكوك على الإقلاع والارتفاع (إلى مداره)، من دون إمكانية إلغاء الإقلاع أو الإطلاق، إلى أن يقوم المعززان بالقيام بكامل وظائفهما، واستهلاك كامل الوقود، وعندها يتوقف المعززان عن إنتاج أي قوة دفع وينفصلان (في وقت واحد) بواسطة مسامير انفصال متفجرة موجودة في الجزء المتبقي المتحد مع بعضه من المركبة ( المكوك ومحركاته وخزان الوقود/الأكسدة). عند هذا فقط يمكن التفكير بإجراءات إلغاء الإطلاق أو الإلغاء ما بعد الإطلاق. بالإضافة إلى ذلك، سيؤدي فشل معزز واحد بإنتاج قوة الدفع أو فشله بأداء العمل المُصمم لأجله إلى عدم نجاته على الأغلب.
تُعتبر المعززات الصاروخية أكبر المحركات العاملة بالوقود الصلب التي قامت بالطيران وأول صواريخ كبيرة مُصممة لإعادة الاستخدام. يبلغ طول كل منها 149.16 قدم (45.46 متر)، وقطرها 12.17 قدم (3.71 متر). يزن كل معزز بشكل تقريبي عند الإطلاق نحو 1,300,000 رطل (590,000 كيلوغرام). يشكل المعززان الصاروخيان نحو 69% من الكتلة الكلية عند الانطلاق. تشكّل بيركلورات الأمونيوم (المادة المؤكسدة) ، وبودرة الألمنيوم الذرية (الوقود)، مادة الدفع الأساسية للمعزز، وتزن مادة الدفع لكل معزز صاروخي نحو 1,100,000 رطل (500,000 كيلوغرام). (توجد تفاصيل أكثر في وصف مادة الدفع الخاصة بالمعززات أدناه). يبلغ الوزن الفارغ لكل معزز من المعززات نحو 200,000 رطل تقريبًا (91,000 كيلوغرام).
العناصر الأساسية لكل معزز هي المحرّك (بما في ذلك غلاف المعزز، والمادة الدافعة، وجهاز الإشعال أو المفجّر، والفوّهة)، والهيكل، وأنظمة الانفصال، وأجهزة الطيران التشغيلية، إلكترونيات الطيران الخاصة باستعادة المعزز، والتقانة النارية، ونظام الإبطاء، ونظام التحكم بتوجيه الدفع، ونظام التدمير في نطاق آمن.
يُستخدم مُصطلحا ‹‹محرك صاروخي يعمل بالوقود الصلب›› و ‹‹معزز صاروخي يعمل بالوقود الصلب›› بشكل متبادل عادةً، لكنهما يمتلكان معانٍ محددة من حيث الاستخدام التقني. ينطبق مصطلح ‹‹ محرك صاروخي يعمل بالوقود الصلب›› على المادة الدافعة وغلاف المعزز، وجهاز الإشعال، والفوّهة، أمّا مصطلح ‹‹معزز صاروخي يعمل بالوقود الصلب›› فينطبق على الصاروخ بأكمله، إذ يتضمن محرك الصاروخ، ومظلات الاستعادة، والأجهزة الإلكترونية، وصواريخ الانفصال، ونظام التدمير في نطاق آمن، ونظام التحكم بتوجيه الدفع.
يتصل كل معزز مع الخزان الخارجي في نهاية الإطار الخلفي للمعزز عن طريق دعامتين متوازيتين مائلتين ووصلة قطرية. يتصل الطرف الأمامي من جذع المعزز بالخزان الخارجي. يتصل كل مُعزز على منصة الإطلاق بمنصة إطلاق متحركة في نهاية جذع المعزز بواسطة أربع عزقات قابلة للكسر والتي تتحطم عند الإقلاع.
يتكون كل معزز من سبع قطع فولاذية مصنوعة بشكل فردي. جمّعتها الشركة المُصنعة في باريس مع بعضها، ومن ثم شُحنت إلى مركز كينيدي للفضاء بواسطة سكة حديدية من أجل التركيب النهائي. تُثبت الأجزاء مع بعضها باستخدام الإطارات المحيطية، والأشواك المفصلية، والمسامير الخطافية، وتُختم بواسطة حلقات مطاطية ( حلقتين في العادة، ولكنها زِيدت إلى ثلاث حلقات بعد كارثة تشالنجر) وبمعجون مقاوم للحرارة.

## المكونات

### دعامة التثبيت
يوجد أربع دعامات لتثبيت كل معزز بما يتناسب مع مواقع التثبيت المقابلة على منصة الإطلاق المتحركة. تثبت براغي التثبيت المعزز إلى منصة الإطلاق المتحركة. يوجد عزقة لكل برغي في نهايته، أمّا عزقة البرغي العلوي فهي عبارة عن عزقة قابلة للكسر. تحتوي العزقة العلوية على اثنين من مفجرات ناسا المعيارية، والتي تشتعل باشتعال محرك الصاروخ.
عند اشتعال المفجرين في منطقة التثبيت، ينخفض برغي التثبيت إلى الأسفل بسبب تحرر التوتر في البرغي (قوى التوتر موجودة قبل الإطلاق) وبسبب ضغط غاز المفجرات والجاذبية. يتوقف البرغي عن طريق منصة مسمار الإبطاء، إذ تحتوي على الرمل. يبلغ طول البرغي 28 إنش (710 ميليمتر) وقطره 3.5 إنش (89 ميليمتر). تبقى العزقات القابلة للكسر في حاوية الانفجار.
تُصدر حواسيب المركبة المدارية الأوامر بإشعال محرك الصاروخ العامل بالوقود الصلب عن طريق المتحكمات الرئيسية ومن ثم إلى المتحكمات المحرضة للإشعال في منطقة التثبيت على منصة الإطلاق المتحركة. وبهذا تشتعل مفجرات ناسا المعيارية في مناطق التثبيت. يراقب نظام عمليات الإطلاق المتحكمات المحرضة للاشتعال في منطقة التثبيت من أجل الفولطية المنخفضة في آخر 16 ثانية قبل عملية الإطلاق. إذ قد تسبب الفولطية المنخفضة في المتحكمات المحرضة للاشتعال إيقاف عملية الإطلاق.